# Morgan Krüger
Morgan Krüger (født 3. juni 1993 i Roskilde) er en dansk butiksslagter og ungdomspolitiker, der var næstformand for Danmarks Socialdemokratiske Ungdom (DSU) siden 24. april 2016..
Den 29. april 2018, blev han valgt som forbundssekretær på DSU's 42. kongres i Vejen og bestred posten frem til DSU's 44. kongres d. 29. maj 2022.

## Baggrund
Morgan Krüger er født og opvokset i Ågerup uden for Roskilde. Han er uddannet butiksslagter fra Slagteriskolen i Roskilde og har stået i lære i SuperBrugsen i Trekroner.

## Politisk karriere
Det politiske engagement startede for Krügers vedkommende, da han efter folketingsvalget i 2011 meldte sig ind i Socialdemokratiet og Danmarks Socialdemokratiske Ungdom i Roskilde.
Som lokalpolitisk aktiv i Roskilde Kommune, var Morgan Krüger blandt andet kampagneleder for den unge socialdemokratiske kandidat, Daniel Prehn, ved kommunalvalget i 2013. Prehn blev valgt ind på det 6. ud af 13 socialdemokratiske mandater med 379 personlige stemmer.
2014 blev Krüger som kun 20-årig valgt til Socialdemokratiets Hovedbestyrelse som repræsentant for Region Sjælland. Her sad han frem til at han blev valgt som næstformand i DSU i 2016.
Krüger har, siden han blev aktiv i politik, været en aktiv skribent og debattør i dagbladene, samt på den socialdemokratiske netavis PioPio, hvor han har skrevet flere debatindlæg om uddannelsespolitik og udlændingepolitik.